# 棒針編み

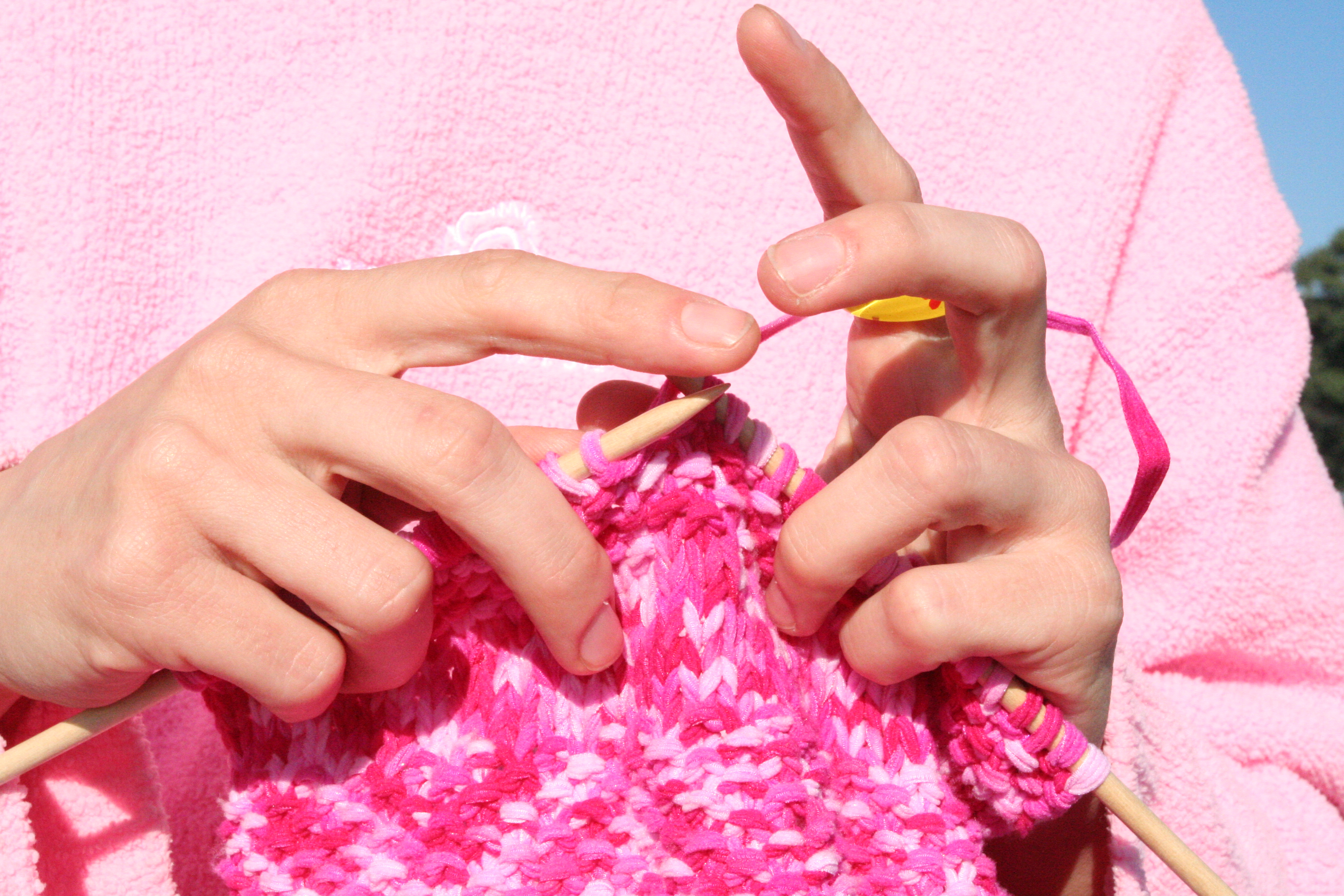
棒針編み

棒針編み（ぼうばりあみ）は編み物の技法の一種。棒針（編み棒）と呼ばれる直径2～30ミリ、長さ30センチメートルほどの先がとがった2本の棒で糸をあやつり、編み目を作る。主にセーターやマフラーなどの毛糸を使った衣類を作る時に使用される技法で、広く平たい面を作成するのに向いた編み方である。

## 編み方
編み目は横方向を「目」と、縦方向を「段」と数える。棒の太さと編目の大きさには関係がある。
一般的な編み方は、右棒に裏から糸をかけ表に引き抜く「表編み」と、表から糸をかけ裏に引き抜く「裏編み」の2種で、この2つと編み目を飛ばす、寄せるなどの技法により様々な模様を表現することが出来る。表編みで編んだ時、手前に見える面を表目、裏側に見える面を裏目と呼ぶ。片方の面に表目だけが見える様に編んだ生地を「メリヤス編み」、表目と裏目が横一目ずつ交互に繰り返している「一目ゴム編み」、横二目ずつ交互に繰り返す「二目ゴム編み」、縦に1段ずつ表目と裏目が繰り返す「ガーター編み」といったものが基本的な編み方で、その他「縄編み」「藤編み」など、特殊な編み方の種類も数多く、編み方を組み合わせて出来る文様の種類は数限りない。基本的な編み方以外で編む事を「模様編み」と呼び、基本的な編み方を使用し、目によって使用する糸の色を換え模様を編むものを「編みこみ模様」（もしくは単に「編みこみ」）と呼ぶ。
一般的に右利きの場合、左針に掛けた編地の端の目に右針を交差させ、新たに糸を掛けつつ右針に目を移して編んでいく。その際、右手人差し指に掛けた糸を針先に回して掛けるアメリカ式と、左手人差し指に保持した糸を針先で掬って掛けるフランス式（もしくはヨーロッパ式）との間で手順に違いがある。ただ手順は異なっても、両者の編地は同じものになる。棒針編みは編み目が横1列編みかけの状態で針にかかっており、最後の段は、伏せて綴じる必要がある。

## 棒針の種類

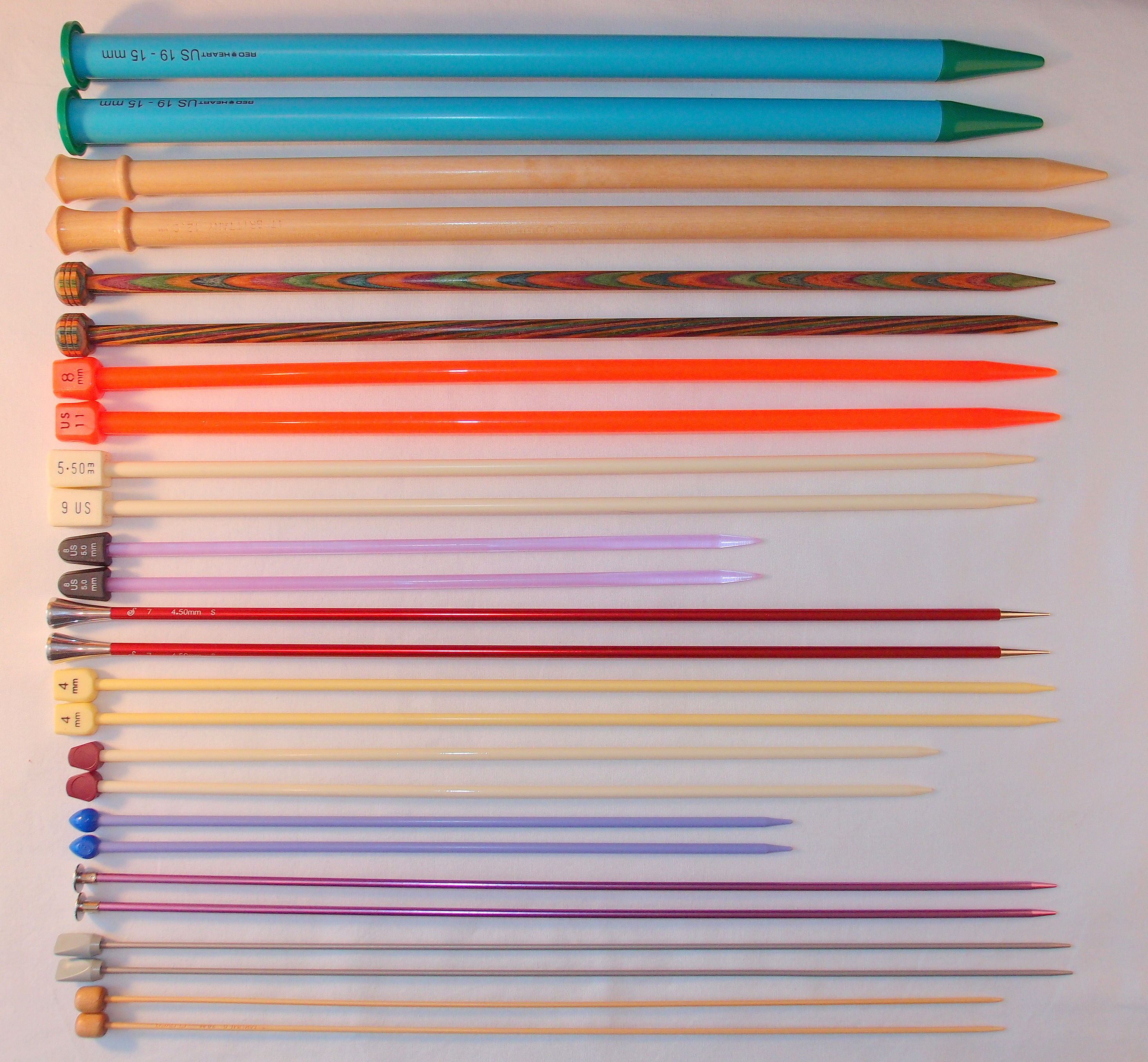
棒針（編み棒）。片側だけがとがっているタイプ

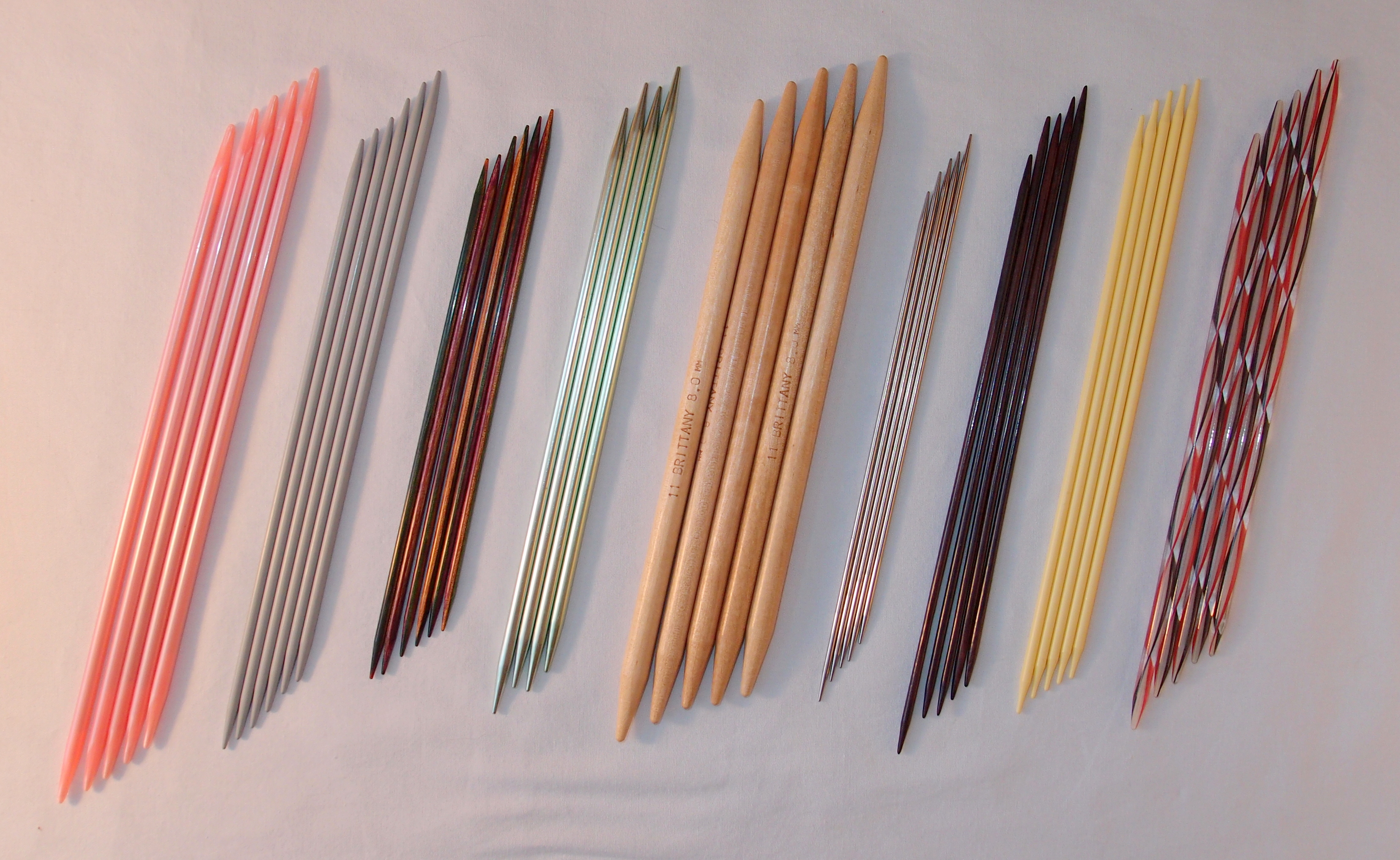
両端がとがっているタイプ

棒針は主に竹、プラスティック樹脂、金属などで作成されており、2本または4、5本で1セットである。片側だけがとがっているタイプと両端がとがっているタイプがあり、使い勝手や作るもののサイズを考慮して、長さ30cm程度のものが多い。日本では竹製が一般的だが、クルミや紫檀などの木材を使用したものもある。金属製は主に強度や滑りが欲しい時、糸から針への色移りを防ぎたい時などに用いられる。二本針は1段ごと往復で編むときに使用する。編んだものが棒から滑り落ちないよう、玉付きのものを使ったり、針先にキャップを付けたりすることもある。4本針・5本針は、手袋や靴下など、とじはぎをせず輪に編みたい場合に使用する。「輪針」と呼ばれる、柔軟性があるビニールなどのチューブの両端に針先がついている針もある。一般には4本針・5本針と同じ用途に使用され、「輪編み」という円筒状の編地を作るために用いられるが、ショールなどの普通の棒針では収まらない長さのものを編む際や、針の部分が短く携帯性が良いため、2本針の代わりに使用する人もいる。
棒針の規格は各国で異なるが、日本の規格では、号数が大きくなると太くなる。0号から15号まであるが、それ以上の太さの針はジャンボ針といわれる、mm表示サイズのものになる。
- 0号（2.1mm）
- 1号（2.4mm）
- 2号（2.7mm）
- 3号（3.0mm）
- 4号（3.3mm）
- 5号（3.6mm）
- 6号（3.9mm）
- 7号（4.2mm）
- 8号（4.5mm）
- 9号（4.8mm）
- 10号（5.1mm）
- 11号（5.4mm）
- 12号（5.7mm）
- 13号（6.0mm）
- 14号（6.3mm）
- 15号（6.6mm）
- ジャンボ7ミリ（7.0mm）
- ジャンボ8ミリ（8.0mm）
- ジャンボ10ミリ（10.0mm）
- ジャンボ12ミリ（12.0mm）

## 編み図とゲージ
編み物の製図も洋裁の平面縫製と基本的には同じ考え方で作成されるが、洋裁の型紙にあたるものを編み図と呼ぶ。
編み図のサイズは、横方向の目数と、縦方向の段数で表現される。編む人、編み針の号数、毛糸の太さによって同じ目数と段数でも出来上がりサイズが異なるため、ゲージも併記される。ゲージとは15センチ平方のメリヤス編み（或いは編み図で指定された編み方）を行い、比較的安定した中央部10センチ平方内の目数と段数を測ったものである。本体を編む前に使用する糸と編み針で試し編みをしてゲージを調べた後、編み図の目数と段数を調整する。市販糸にも、その糸に適した号数の編み針を使用したときの標準的なゲージが表記されている。編む人の糸の引き方が強く、標準ゲージよりも小さいサイズを編む人を「手がかたい・きつい」とよび、標準ゲージよりも大きいサイズを編む人を「手がゆるい」と呼ぶ。編み図のサイズに編み上げるためには、前者は指定の針より1～2号太めの針を、後者は1～2号細めの針を使うのも良い。